# Pëtr Fëdorovič Anžu
Pëtr Fëdorovič Anžu (in russo Пётр Фёдорович Анжу?; Vyšnij Voločëk, 15 febbraio 1796 – San Pietroburgo, 12 ottobre 1869) è stato un navigatore, esploratore e ammiraglio russo.

## Biografia
Anjou (russificato in Anžu) era il cognome del nonno, nato in Francia, che si era stabilito a Mosca nella seconda metà del XVIII secolo, e suo figlio, medico e padre di Pëtr, aveva preso la cittadinanza russa. Educato presso il corpo dei cadetti della marina (Морской кадетский корпус), in qualità di tenente gli fu dato il compito di descrivere la costa settentrionale della Siberia nel 1820.  Fece i rilevamenti della costa e delle isole tra i fiumi Olenëk e Indigirka, stilò una mappa delle isole della Nuova Siberia e per la prima volta esaminò lo stato del ghiaccio nel mare di Laptev. Nel 1825-1826, Anžu partecipò ai rilevamenti della costa nord-orientale del mar Caspio e della costa occidentale del lago d'Aral. Durante la guerra d'indipendenza greca, a bordo del vascello Gangut, si distinse nella battaglia di Navarino (20 ottobre 1827). Anjou aveva servito nella Marina imperiale russa dal 1815 al 1865; ricevette la nomina a contrammiraglio nel 1854 e divenne ammiraglio nel 1866.

## Onorificenze
Per i suoi meriti ricevette le seguenti onorificenze:
Portano il suo nome le isole Anžu, situate tra mare di Laptev e il mare della Siberia Orientale.